# Niegowa

Nieoficjalny herb wsi Niegowa

Niegowa – wieś w Polsce położona w województwie śląskim, w powiecie myszkowskim, w gminie Niegowa.

## Historia
Wieś założona została w średniowieczu na prawie polskim i początkowo była własnością królewską, a później wsią szlachecką .
W XIV wieku miejscowość podlegała właścicielom pobliskiego zamku w Bobolicach. W 1394 król polski Władysław Jagiełło na prośbę Andrzeja właściciela Bobolic przenosi jego dobra: Zdów, Ogorzelnik, folwark Lgota, Tomiszowice, Niegowę, Wysoką, Tarnowę z prawa polskiego na prawo magdeburskie .
Wieś odnotowana została przez Jana Długosza w spisanym przez niego w latach 1440–1480 Liber beneficiorum dioecesis Cracoviensis. Długosz odnotował we wsi m.in. murowany kościół pod wezwaniem św. Mikołaja. Dziedzicem wsi był wówczas Jakub Trzaska. W miejscowości odnotowane zostały łany kmiece, karczma i zagrodnicy płacący dziesięcinę miejscowemu kościołowi.
Miejscowość wymieniona została w XIX-wiecznym Słowniku geograficznym Królestwa Polskiego jako wieś, probostwo oraz folwark leżące w powiecie będzińskim w gminie i parafii Niegowa. W 1827 zanotowano 35 domów zamieszkanych przez 236 mieszkańców. W 1886 wieś liczyła 43 domy zamieszkane przez 358 mieszkańców natomiast probostwo 2 domy i 9 mieszkańców, folwark 2 domy. Miejscowość liczyła w sumie 840 mórg powierzchni w tym 340 ziemi rolnej. W miejscowości znajdował się wówczas murowany kościół katolicki, urząd gminy, szkoła początkowa. W okolicy odnotowano pokłady wapienia.
W latach 1975–1998 miejscowość administracyjnie należała do województwa częstochowskiego. W latach 1954–1972 wieś należała i była siedzibą władz gromady Niegowa, po reformie gminy Niegowa.

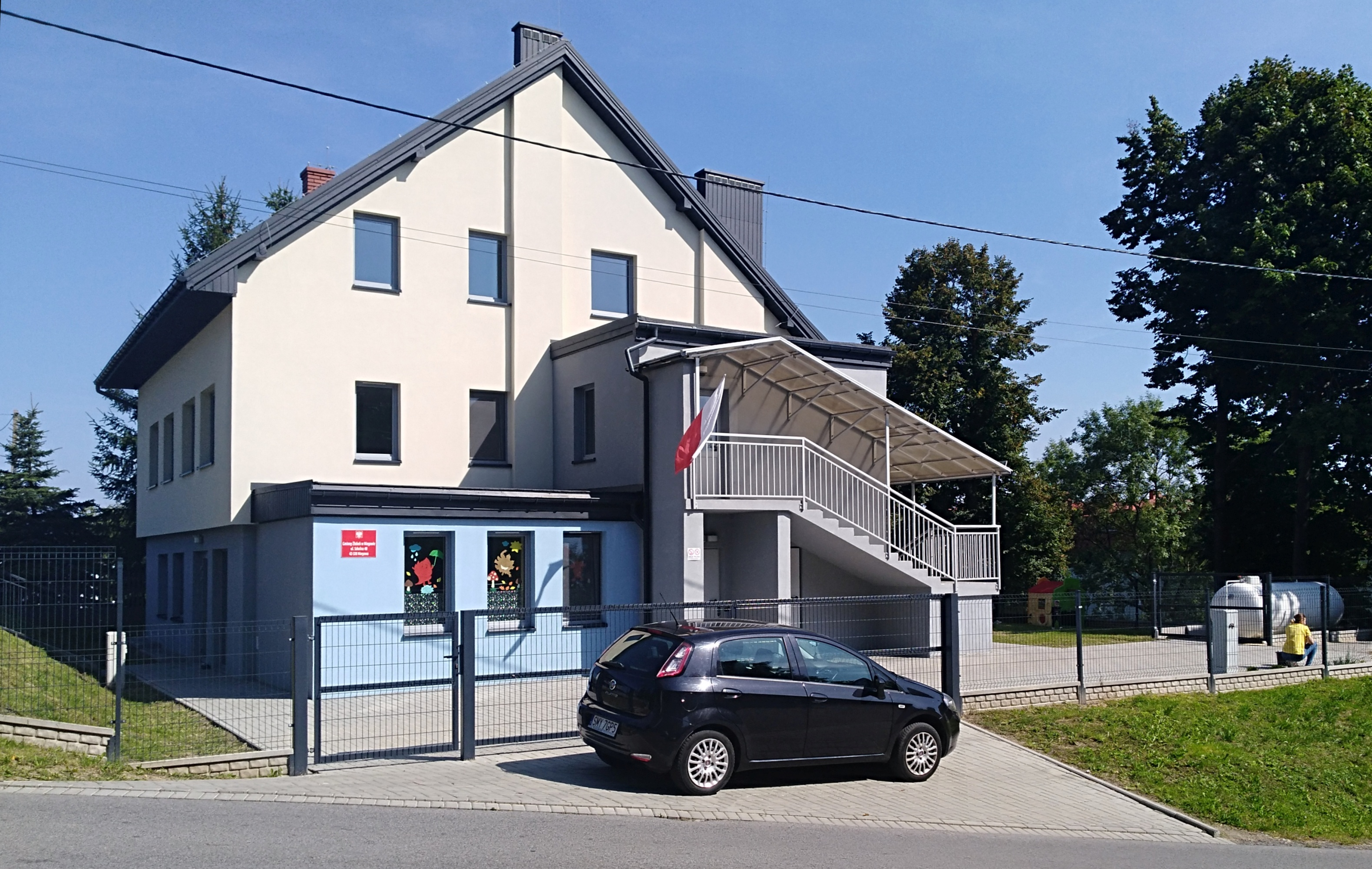
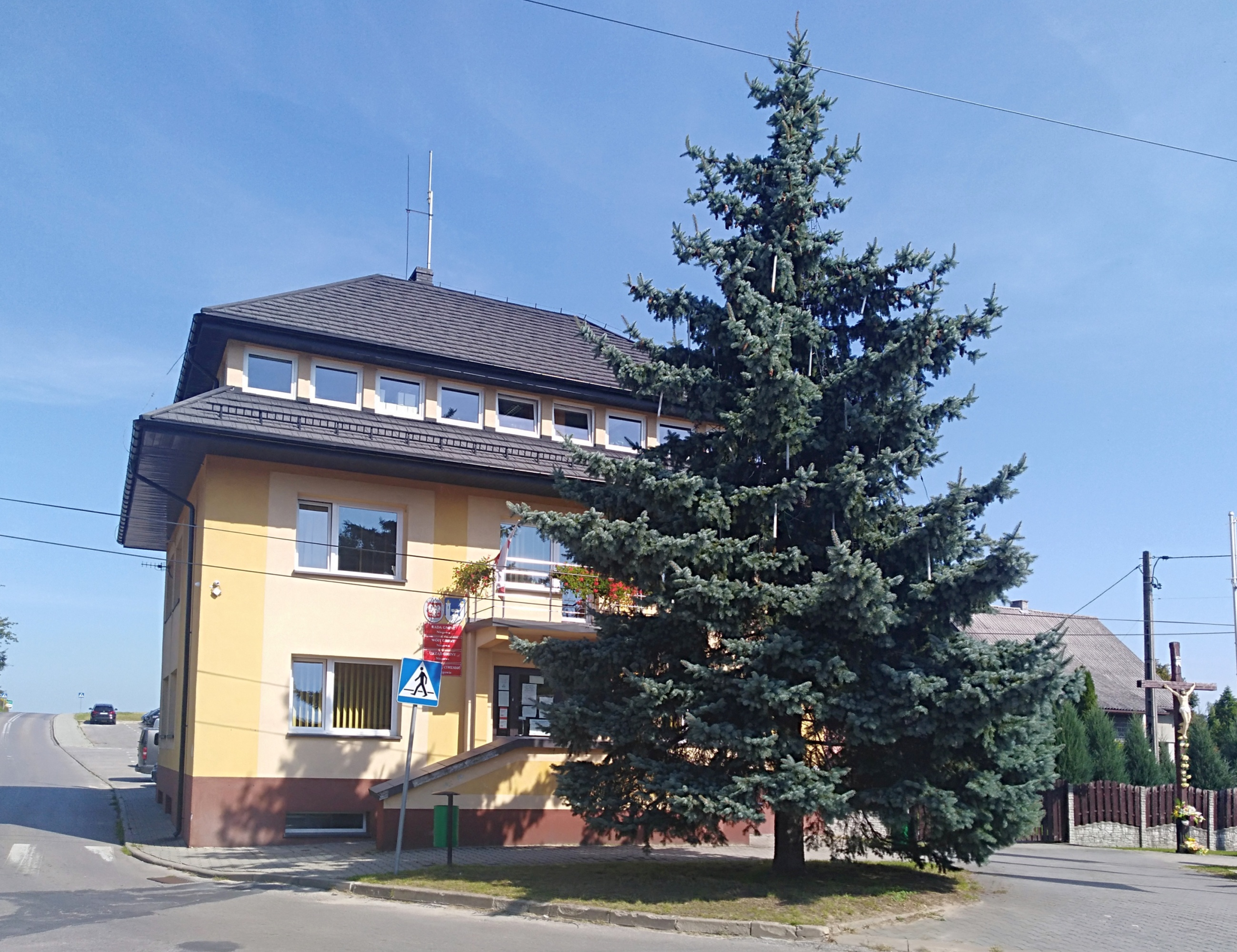
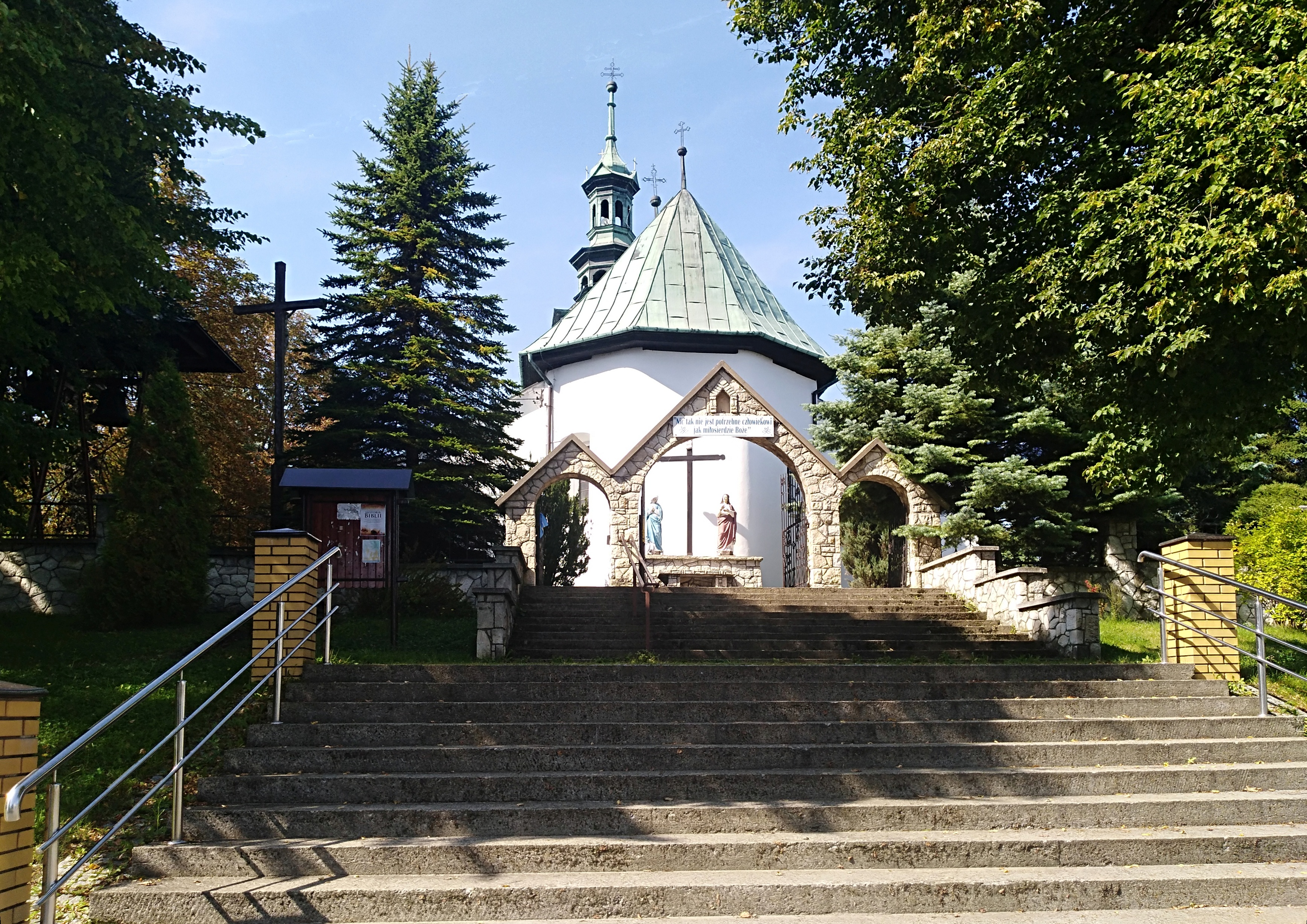
Kościół
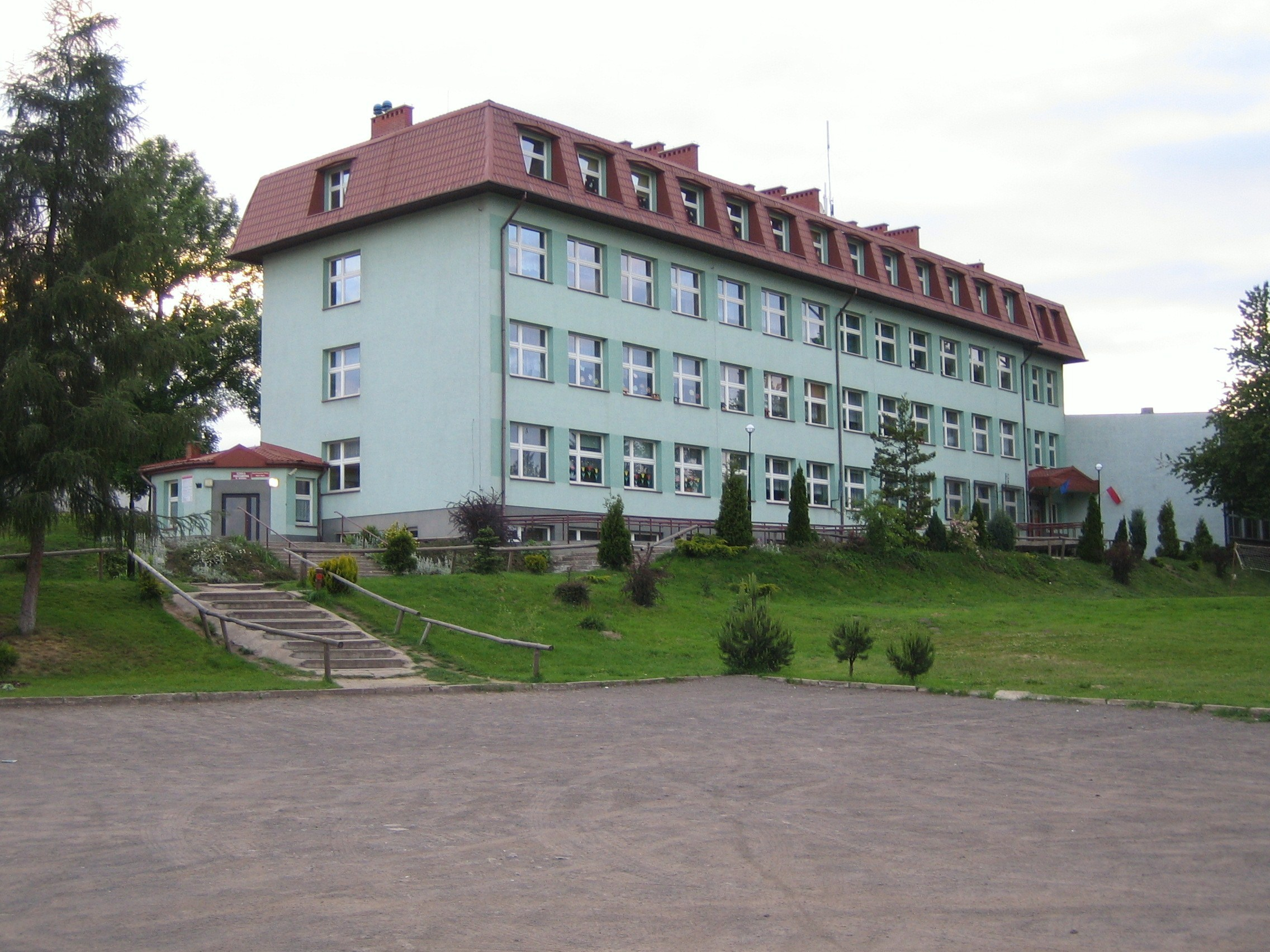
Szkoła
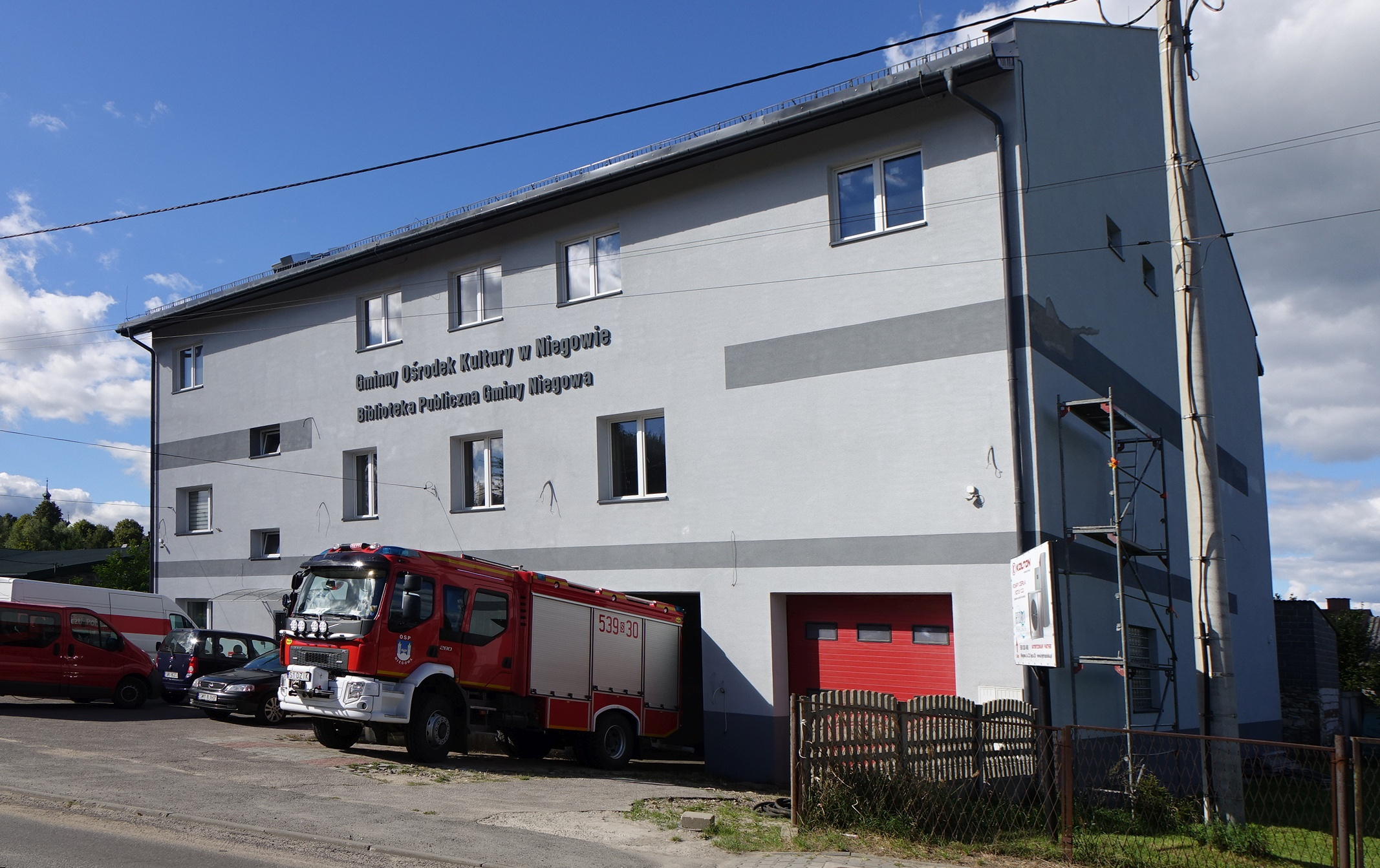
Remiza OSP